# Iradsch Mirza

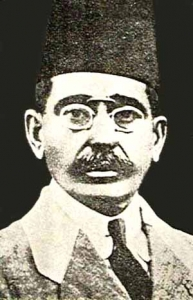
Iradsch Mirza

Iradsch Mirza (* Oktober 1874 in Täbris; † 12. März 1926 in Teheran; persisch ایرج میرزا, DMG Īraǧ Mīrzā, genannt Dschalāl-ol-Mamālek) war ein bekannter iranischer Dichter. Er zeichnete sich als modern denkender Poet aus, der in seinen Werken die Traditionen kritisierte und ein Verfechter der Emanzipation der Frauen war.

## Leben
Iradsch Mirza wurde im Oktober 1874 in der nordwestiranischen Stadt Täbris geboren. Seinem Stammbaum zufolge ist er ein Nachkomme des Qadscharenkönigs Fath Ali Schah († 1834); sein Vater, Prinz Gholam Hossein Mirza, war Sohn des Malek Iradsch Mirza, der wiederum Sohn des genannten Qadscharenherrschers war. Iradschs Vater Gholam Hossein war offizieller Hofdichter bei Mozaffar ad-Din Mirza, Kronprinz und Sohn des Qadscharenkönigs Naser ad-Din Schah.
Mirza wurde von Privatlehrern unterrichtet, bei denen er Persisch, Arabisch und Französisch lernte, später besuchte er auch das Polytechnikum Dar-ol Fonun in Teheran. Bereits zu dieser Zeit verfasste er Gedichte, woraufhin der Hof des Kronprinzen auf sein Talent aufmerksam wurde und ihm im Alter von 14 den Titel Sadr os-So'ara („Haupt der Dichter“) verlieh; zudem war er bewandert in der Kunst der Kalligraphie.
Mit 16 heiratete er, verlor allerdings drei Jahre später seine Frau wie auch seinen Vater, dessen Stellung als Hofdichter er schließlich übernahm.
Einige Jahre später verließ er den Königshof und arbeitete im Amt des Gouverneurs von Ost-Aserbaidschan, Ali Khan Amindouleh. Zwischen 1901 und 1904 arbeitete er im Zollamt der Stadt Kermānschāh 1905 begleitete Mirza Amindouleh nach Teheran, wo er Teil der konstitutionellen Bewegung wurde.